# Bataille de Breslau
Guerre de Sept Ans
Batailles
- Minorque (navale) (1756)
- Pirna (1756)
- Lobositz (1756)
- Reichenberg (1757)
- Prague (1757)
- Kolin (1757)
- Hastenbeck (1757)
- Gross-Jägersdorf (1757)
- Moys (1757)
- Rochefort (1757)
- Rossbach (1757)
- Breslau (1757)
- Leuthen (1757)
- Carthagène (navale) (1758)
- Olomouc (1758)
- Saint-Malo (1758)
- Rheinberg (1758)
- Krefeld (1758)
- Domstadl (1758)
- Cherbourg (1758)
- Zorndorf (1758)
- Saint-Cast (1758)
- Tornow (1758)
- Lutzelberg (1758)
- Hochkirch (1758)
- Bergen (1759)
- Kay (1759)
- Minden (1759)
- Kunersdorf (1759)
- Neuwarp (navale) (1759)
- Hoyerswerda (1759)
- Baie de Quiberon (navale) (1759)
- Maxen (1759)
- Meissen (1759)
- Glatz (1760)
- Landshut (1760)
- Corbach (1760)
- Emsdorf (1760)
- Dresde (1760)
- Warburg (1760)
- Liegnitz (1760)
- Rhadern (1760)
- Berlin (1760)
- Kloster Kampen (1760)
- Torgau (1760)
- Belle-Île (1761)
- Langensalza (1761)
- Cassel (1761)
- Grünberg (1761)
- Villinghausen (1761)
- Ölper (1761)
- Kolberg (1761)
- Wilhelmsthal (1762)
- Burkersdorf (1762)
- Lutterberg (1762)
- Reichenbach (1762)
- Almeida (1762)
- Valencia de Alcántara (1762)
- Nauheim (1762)
- Vila Velha de Ródão (1762)
- Cassel (1762)
- Freiberg (1762)

- Jumonville Glen (1754)
- Fort Necessity (1754)
- Fort Beauséjour (1755)
- 8 juin 1755
- Monongahela (1755)
- Petitcoudiac (1755)
- Lac George (1755)
- Fort Bull (1756)
- Fort Oswego (1756)
- Kittanning (1756)
- En raquettes (1757)
- Pointe du Jour du Sabbat (1757)
- Fort William Henry (1757)
- German Flatts (1757)
- Lac Saint-Sacrement (1758)
- Louisbourg (1758)
- Le Cran (1758)
- Fort Carillon (1758)
- Fort Frontenac (1758)
- Fort Duquesne (1758)
- Fort Ligonier (1758)
- Québec (1759)
- Fort Niagara (1759)
- Beauport (1759)
- Plaines d'Abraham (1759)
- Sainte-Foy (1760)
- Neuville (1760)
- Ristigouche (navale) (1760)
- Mille-Îles (1760)
- Signal Hill (1762)

- Cap-Français (1757)
- Martinique (1759)
- Guadeloupe (1759)
- Dominique (1761)
- Martinique (1762)
- Cuba (1762)

- Chandernagor (1757)
- Plassey (1757)
- Gondelour (1758)
- Négapatam (navale) (1758)
- Condore (1758)
- Madras (1758)
- Pondichéry (navale) (1759)
- Masulipatam (1759)
- Chinsurah (1758)
- Wandiwash (1760)
- Pondichéry (1760-1761)
- Manille (1762)

- Saint-Louis (1758)
- Gorée (1758)
- Gambie

La bataille de Breslau, pendant la Guerre de Sept Ans, oppose la Prusse et l'Autriche le 22 novembre 1757 près de la ville de Breslau (actuelle Wrocław) en Silésie. Elle se termine par la retraite de l'armée prussienne.

## Contexte
Un des principaux enjeux de la Guerre de Sept Ans est la volonté de l'impératrice Marie-Thérèse d'Autriche de reconquérir la Silésie enlevée par Frédéric II de Prusse dix ans plus tôt pendant la Guerre de Succession d'Autriche. L'armée autrichienne, commandée par Charles de Lorraine, a l'avantage sur les Prussiens qui ont perdu la bataille de Moys le 7 septembre 1757. Frédéric II est alors engagé dans sa campagne contre les Français: il remporte la bataille décisive de Rossbach le 5 novembre 1757. Mais les Prussiens, victorieux à l'ouest, sont gravement menacés par l'avance autrichienne à l'est.

## La bataille
Le 22 novembre 1757, près de la ville de Breslau, l'armée autrichienne de Charles de Lorraine, forte de 84 000 hommes, livre une bataille dure et indécise pendant toute la journée aux 28 000 hommes du général prussien, le duc de Brunswick-Bevern. Le jour suivant, les Prussiens battent en retraite vers Glogau sans qu'on sache exactement si Brunswick en a donné l'ordre ou si ses soldats ont agi de leur propre mouvement; en tout cas, Brunswick est capturé par les Autrichiens.

## Conséquences
La ville de Breslau, défendue par une garnison prussienne commandée par Johann Georg von Lestwitz (de), est assiégée par l’armée autrichienne de Franz Leopold von Nádasdy. La population civile est favorable aux Autrichiens et Lestwitz décide de l’expulser de la ville, mais il est aussi confronté à des désertions massives dans ses propres troupes. Il doit capituler le 25 novembre 1757 contre la permission de quitter la ville avec ses hommes, mais il ne lui reste plus que 599 hommes sur 4 227 à son arrivée à Glogau, tout le reste ayant déserté.
Lestwitz sera jugé en 1758 par un tribunal militaire, cassé de son grade et condamné à deux ans d'emprisonnement en forteresse. Son collègue Hans Friedrich von Katte, qui avait partagé sa décision, sera condamné à un an de forteresse.
La perte de la Silésie est un coup dur pour Frédéric II car cette province est une source importante de financement et de recrutement : il décide de la reconquérir coûte que coûte, ce qui conduira à la bataille de Leuthen le 5 décembre 1757.